# 첩혈가두
《첩혈가두》(牒血街頭, Bullet In The Head)는 홍콩에서 제작된 오우삼 감독의 1990년 액션, 범죄, 드라마, 전쟁, 느와르 영화이다. 양조위 등이 주연으로 출연하였고 오우삼 등이 제작에 참여하였다.

## 출연

### 주연
- 양조위
- 임달화
- 이자웅
- 장학우

### 조연
- 원결영
- 오우삼
- 증근영
- 임총

## 기타
- 협력프로듀서: 양백견

## 같이 보기
- 장학우
- 임달화